# Poli(ribitolo-fosfato) beta-glucosiltransferasi
La poli(ribitolo-fosfato) beta-glucosiltransferasi è un enzima appartenente alla classe delle transferasi, che catalizza la seguente reazione:
UDP-glucosio + poli(ribitolo fosfato) ⇄ UDP + (β-D-glucosile)poli(ribitolo fosfato)